# 金佛山兰属
金佛山兰属（学名：Tangtsinia）是兰科下的一个属，为陆生兰。该属仅有金佛山兰（Tangtsinia nanchuanica）一种，分布于中国重庆市南川区金佛山。